# Station Pasłęk
Station Pasłęk is een spoorwegstation in de Poolse plaats Pasłęk.